# 马来半岛原住民甘榜网络
马来半岛原住民甘榜网络（Jaringan Kampung Orang Asli Semenanjung Malaysia，JKOASM）是一个为马来西亞半岛原住民争取权益的非政府组织。在这较大的网络组织之下有各州属个别的甘榜网络，如霹雳有霹雳州原住民甘榜网络（Jaringan Kampung Orang Asli Perak）、森美兰有森美兰州原住民甘榜网络（Jaringan Kampung Orang Asli Negeri Sembilan），等等。目前，半岛原住民甘榜网络代表霹雳、彭亨、雪兰莪、森美兰、马六甲和柔佛六州，约3万名原住民。
自2010年以来，半岛原住民甘榜网络推动了一系列公民运动去捍卫原住民权益。他们曾联同其他原住民组织举行示威，准备到首相署去提呈备忘录给首相纳吉·阿都拉萨，以抗议政府考虑修订《1954年原住民法令》中的土地政策，剥削原住民的利益。无论如何，后来他们只成功和乡村与区域发展部部长会面。对于牵涉到原住民利益的政府政策，半岛原住民甘榜网络一直保持着高度的关注，一方面他们持续地批评制定政策者漠视原住民民意，另一方面他们也不断通过教育去提升原住民社群内部的维权意识。